# Římskokatolická farnost Klapý
Římskokatolická farnost Klapý (lat. Klappaia) je církevní správní jednotka sdružující římské katolíky na území obce Klapý a v jejím okolí. Organizačně spadá do litoměřického vikariátu, který je jedním z 10 vikariátů litoměřické diecéze. Centrem farnosti je kostel Narození svatého Jana Křtitele v obci Klapý.

## Historie farnosti
První zmínka o farní lokalitě pochází z roku 1197. Datum vlastního založení farnosti není známo. Od roku 1773 jsou vedeny matriky. Farnost Klapý se stala samostatnou od roku 1852.

### Duchovní správcové vedoucí farnost
Začátek působnosti jmenovaného v duchovní správě farnosti od roku:
- 1790 expos. Mathias Kussiczka
- 1802 expos. vacat
- 1804 expos. Ioann. Niklas
- 1807 expos. Jos. Huschner, n. 16. 11. 1774 Lípa, o. 4. 9. 1802, † 7. 10. 1827
- 1827 exposit. Joan. Cžerny, n. 7. 8. 1793 Mělník, o. 23. 8. 1818
- 1835 exposit. Jos. Petrich, n. 20. 5. 1802 Trebnicens., o. 23. 8. 1825
- 1845 exposit. Jan Křtitel Drbohlav, n. 28. 3. 1811 Rovensko p. Tr., o. 4. 8. 1834, † 24. 6. 1877 Litoměřice
- 1848 exposit. Car. Zima, n. 8. 11. 1806 Hradišt., o. 3. 8. 1834, † 11. 5. 1884
- 1853 proto-par. (1. farář) Car. Zima, n. 8. 11. 1806 Hradišt., o. 3. 8. 1834, † 11. 5. 1884
- 1885 Josef Javůrek, n. 13. 3. 1827 Hradišt., o. 25. 7. 1851, † 28. 1. 1910
- 1893 Anton Bilinský, n. 8. 7. 1827 Sobotka, o. 25. 7. 1855, † 28. 6. 1897
- 1898 Anton Urban, n. 13. 5. 1835 Lobeč, o. 28. 7. 1861, † 8. 10. 1906
- 1907 par. vacat admin. interc. Math. Toman
- 1908 Josef Janeček, n. 18. 12. 1869 Turnov, o. 17. 6. 1894, † 13. 7. 1929 Praha
- 1. 11. 1929 Václav Slavík, n. 7. 9. 1886 Liblice, o. 14. 7. 1912, † 10. 1. 1965
- 1. 6. 1956 Gerlach Josef Mazal O. Praem., administrátor, n. 8. 8. 1893 Uherský Brod, † 22. 1. 1962
- 1. 3. 1962 Václav Lochmann, n. 15. 12. 1912, o. 29. 7. 1938, † 29. 9. 2001, admin. exc. z Libochovic
- 1. 1. 1983 Václav Klusoň, admin. exc. z Libochovic
- 1. 6. 1990 Jan Křížek SDB, n. 26. 8. 1922 Březsko, o. 26. 6. 1962 Praha, † 23. 4. 2009 Stará Boleslav, admin. exc. z Libochovic
- 1. 8. 1992 Jiří Voleský, admin. exc. z Libochovic
- 1. 9. 1996 Józef Szeliga, n. 2. 2. 1966, Pstragow (Polsko), o. 11. 6. 1992, admin. exc. z Libochovic
- 2006 Jaroslaw Kuziemko, admin. exc. z Libochovic
- 2010 Tomasz Dziedzic, admin. exc. z Libochovic
- 2011 Petr Kubíček, admin. exc. z Libochovic
- 2013 Józef Szeliga, n. 2. 2. 1966, Pstragow (Polsko), o. 11. 6. 1992, admin. exc. z Litoměřic
- 1. 3. 2014 Wojciech Józef Szostek, admin. exc. z Libochovic[3]
- 1. 10. 2023 Lukáš Hrabánek, admin. exc. z Libochovic[4]

Kromě kněží stojících v čele farnosti, působili ve farnosti v průběhu její historie i jiní kněží. Většinou pracovali jako farní vikáři, kaplani, katecheté, výpomocní duchovní aj.

## Území farnosti
Do farnosti náleží území těchto obcí:
- Klapý (Klappay[p 2])
- Lkáň (Welkan[p 2])
- Sedlec (Sedletz[p 2])

## Římskokatolické sakrální stavby na území farnosti
| | Fotografie | Stavba                            | Místo  | Bohoslužby                      | Zeměpisné souřadnice             | Status                  | Číslo kulturní památky           |
| Kostel | Kostel     | Kostel                            | Kostel | Kostel                          | Kostel                           | Kostel                  | Kostel                           |
| --- | ---------- | --------------------------------- | ------ | ------------------------------- | -------------------------------- | ----------------------- | -------------------------------- |
| 1. |            | Kostel Narození sv. Jana Křtitele | Klapý  | bližší informace o bohoslužbách | 50°25′53″ s. š., 14°0′25″ v. d.  | farní kostel            | 32285/5-2084 (Pk•MIS•Sez•Obr•WD) |
| Kaple |            |                                   |        |                                 |                                  |                         |                                  |
| 2. |            | Kaple                             | Lkáň   | bohoslužby příležitostně        | 50°26′34″ s. š., 13°58′16″ v. d. | obecní výklenková kaple | 36482/5-2155 (Pk•MIS•Sez•Obr•WD) |
| 3. |            | Kaple Anděla Strážce              | Sedlec | bohoslužby příležitostně        | 50°26′59″ s. š., 14°1′ v. d.     | obecní kaple            | —                                |
| Některé drobné sakrální stavby a pamětihodnosti lze dohledat zde v databázi Drobné sakrální památky Zaniklé sakrální stavby lze dohledat zde v databázi Poškozené a zničené kostely, kaple a synagogy v České republice |            |                                   |        |                                 |                                  |                         |                                  |

Ve farnosti se mohou nacházet i další drobné sakrální stavby, místa římskokatolického kultu a pamětihodnosti, které neobsahuje tato tabulka.

## Příslušnost k farnímu obvodu
Z důvodu efektivity duchovní správy byl vytvořen farní obvod (kolatura) farnosti Libochovice, jehož součástí je i farnost Klapý, která je tak spravována excurrendo.

## Galerie

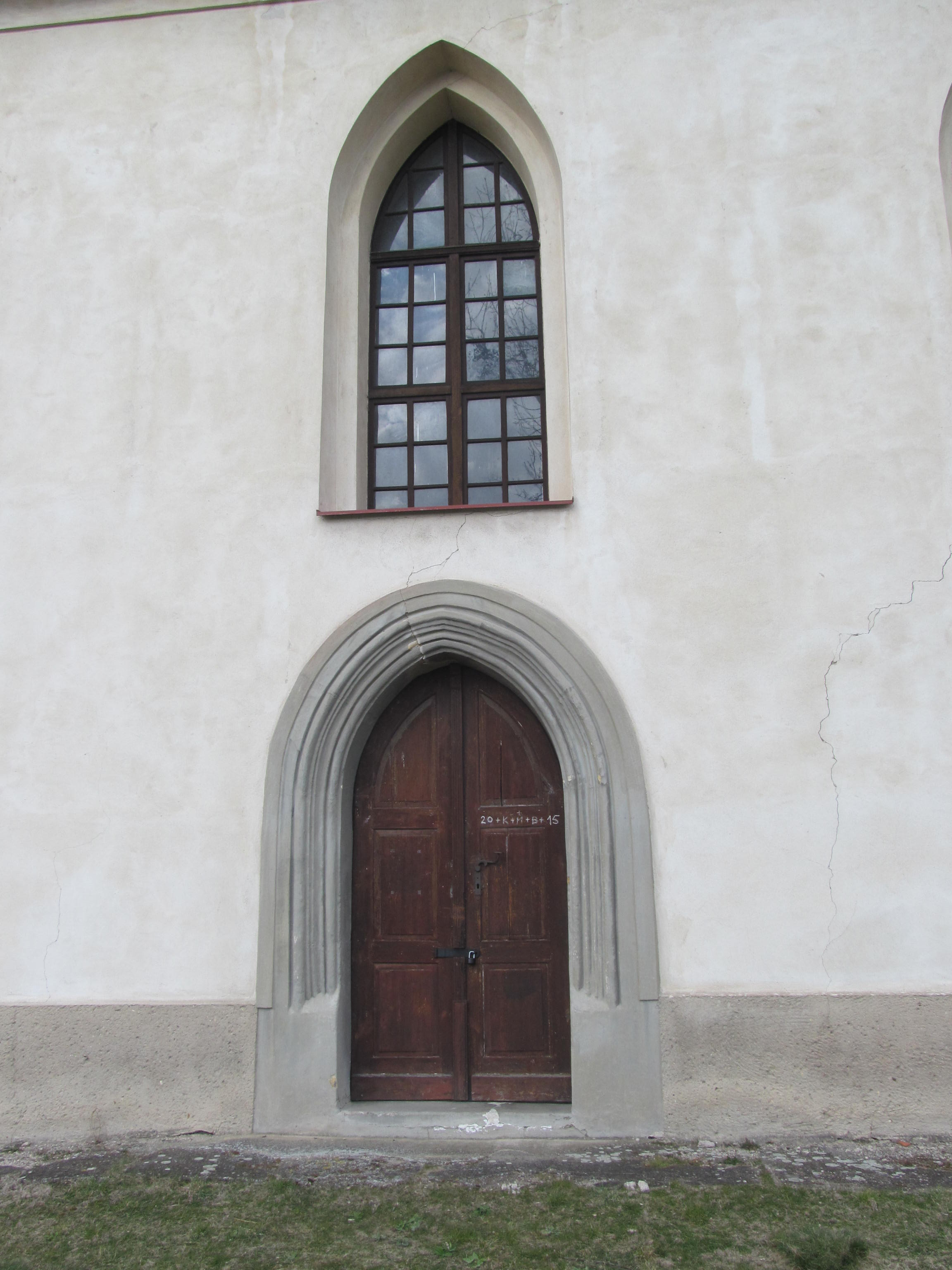
Portál kostela v Klapém
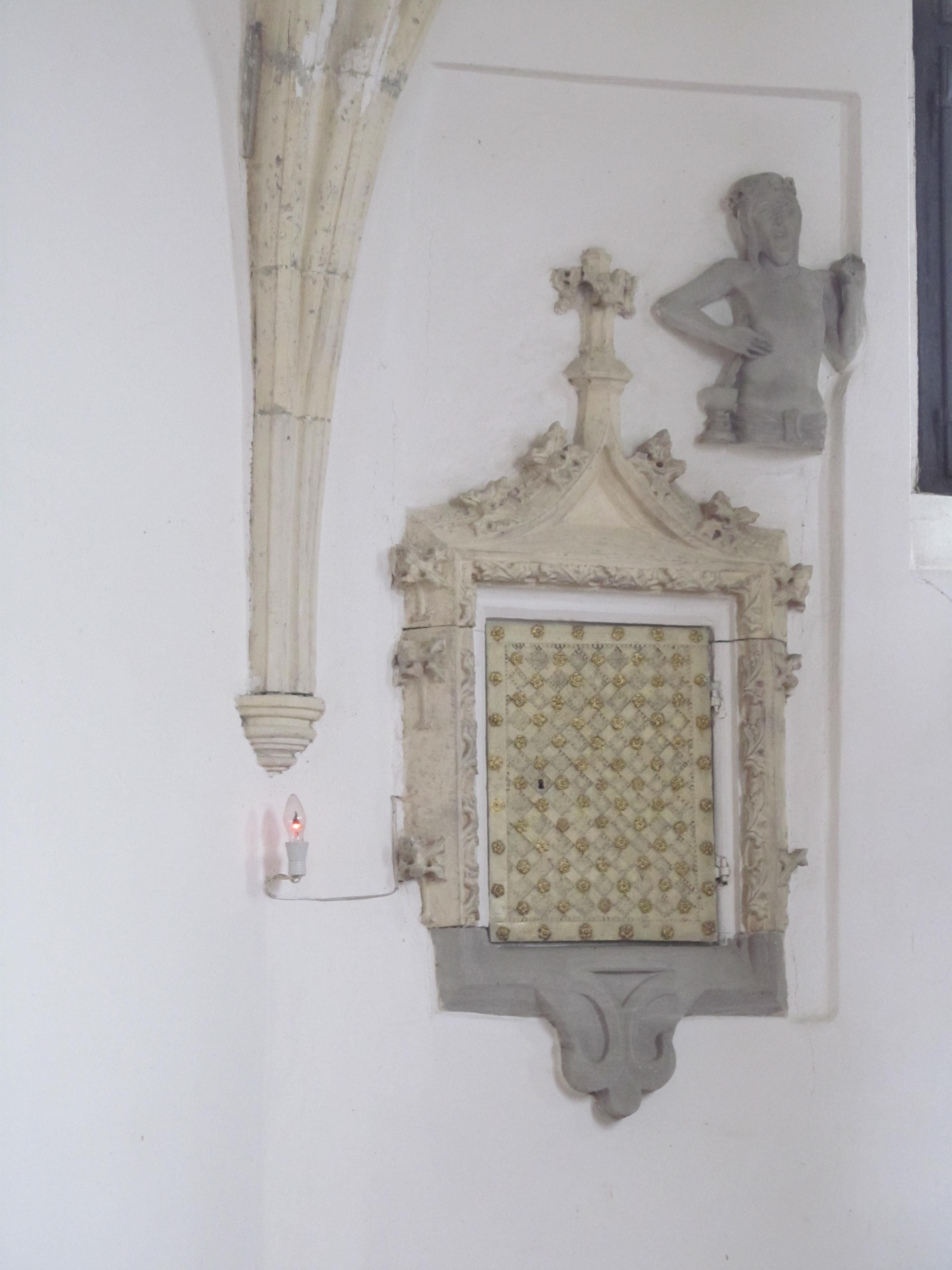
Pozdně gotické sanktuárium v kostele v Klapém